# Hermann Friese (Politiker)
Hermann Friese (* 13. Januar 1911 in Meppen; † 5. Januar 1996 ebenda) war ein deutscher Politiker (CDU).

## Leben und Beruf
Friese wurde als Sohn eines Malermeisters geboren. Nach dem Besuch der Volksschule absolvierte er eine Malerhandwerkslehre, bestand 1933 die Meisterprüfung und übernahm im Januar 1939 die Leitung des väterlichen Malergeschäftes. Von 1939 bis 1945 nahm er als Soldat am Zweiten Weltkrieg teil. Während des Krieges erlitt er eine Verwundung.
Friese eröffnete 1947 ein Einzelhandelsunternehmen für Maler- und Tischlereibedarf in Meppen, das er 1951 zum Großhandelsbetrieb ausbaute. Er war seit 1950 Kreishandwerksmeister und gründete das Handwerksbüro für den Emslandplan, das er in der Folgezeit als Vorsitzender leitete. Außerdem war er 1951 Gründer und Vorsitzender des Handwerksbeirates im Landesverband Niedersachsen.

## Partei
Friese leistete von 1931 bis 1933 aktive Mitarbeit im Windthorstbund und gehörte auch der Zentrumspartei an. Er zählte 1945 zu den Gründern der CDU im Emsland und war bis 1950 deren Ortsvorsitzender in Meppen. Anschließend übernahm er den Kreisvorsitz im Landkreis. Sei 1951 war er zudem Vorsitzender des handwerklichen Beirats der CDU Niedersachsen.

## Abgeordneter
Friese war seit 1946 Kreistagsmitglied des Kreises Meppen und seit 1952 Ratsmitglied der Stadt Meppen. Dem Deutschen Bundestag gehörte er von 1953 bis 1957 an. Er war über die Landesliste Niedersachsen ins Parlament eingezogen.